# Asthena
Asthena là một chi bướm đêm thuộc họ Geometridae.

## Các loài
- Asthena albulata – Small White Wave (Hufnagel, 1767)
- Asthena amurensis (Staudinger, 1897)
- Asthena anseraria (Herrich-Schäffer, 1855)
- Asthena chionata Lederer, 1870
- Asthena corculina Butler, 1878
- Asthena lacturaria (Herrich-Schäffer, 1855)
- Asthena nymphaeata Staudinger, 1897
- Asthena ochrifasciaria (Leech, 1897)
- Asthena percandidata (Christoph, 1893)
- Asthena sachalinensis Matsumura, 1925